# 180-мм корабельная пушка Б-1-П
180-мм корабельная пушка Б-1-П — советское корабельное орудие калибра 180 мм. Разработано на базе 180-мм орудия Б-1-К. Орудиями типа Б-1-П в трёхорудийных башенных установках МК-3-180 были вооружены лёгкие крейсера проектов 26 и 26-бис.
180-мм орудиями Б-1-П также были оснащены двухорудийные береговые башенные установки МБ-2-180, одноорудийные береговые щитовые установки МО-1-180 и железнодорожные установки ТМ-1-180. Кроме того, данное орудие с изменённой качающейся частью использовалось в одноорудийных щитовых установках МУ-1.

## Разработка орудия Б-1-П

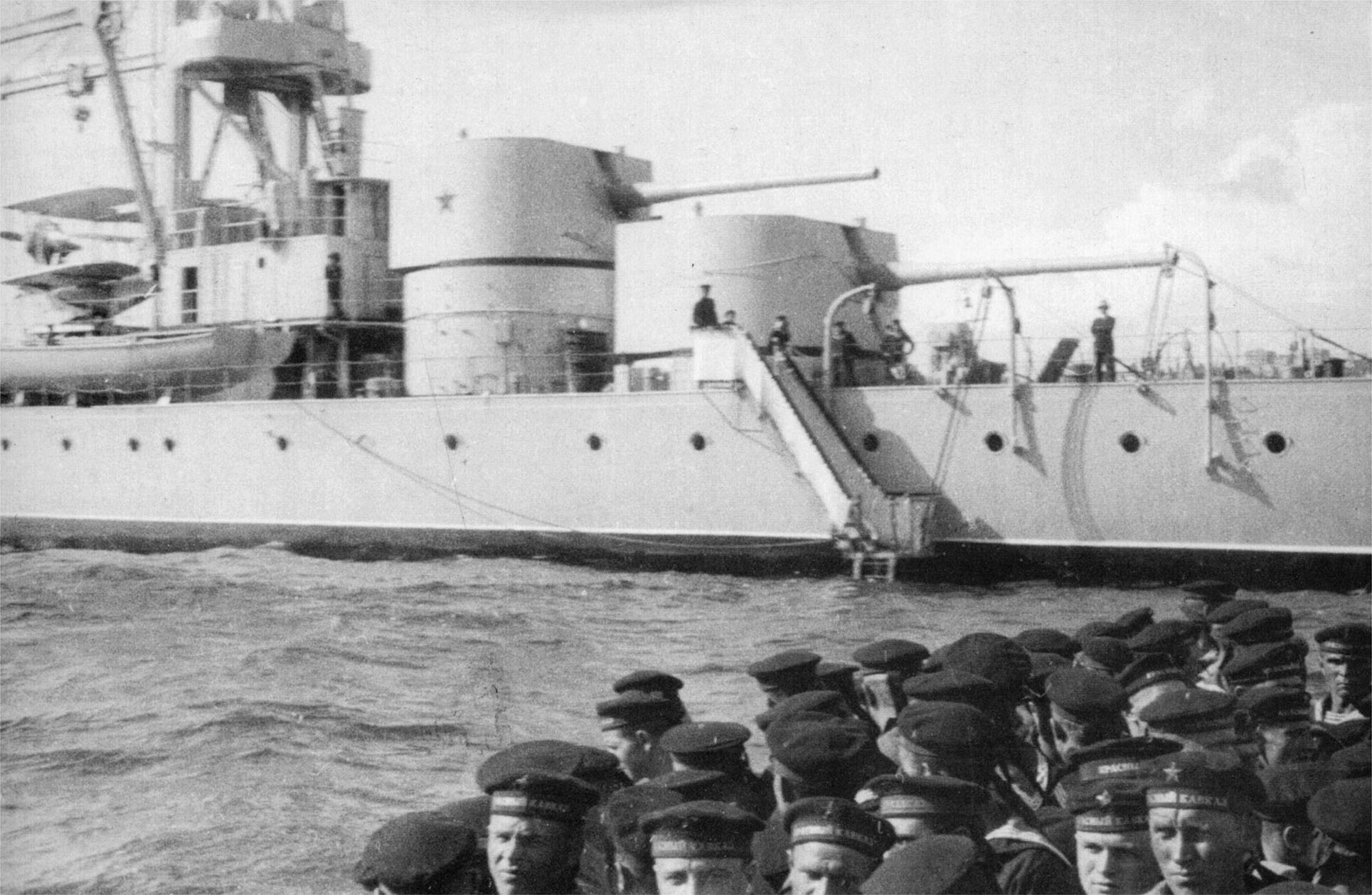
Установки МК-1-180 со 180-мм орудиями Б-1-К на крейсере «Красный Кавказ».

Испытания и особенно реальная эксплуатация пушек Б-1-К на лёгком крейсере «Красный Кавказ» выявили значительное количество недостатков как самого орудия, так и орудийной установки МК-1-180. Клиновой затвор этого орудия работал ненадёжно и давал нередкие отказы полуавтоматики, добиться полной обтюрации не удалось и через закрытый затвор прорывались пороховые газы. Главным же недостатком орудия стала его исключительно низкая живучесть. Хотя разработчики планировали обеспечить живучесть ствола 200 выстрелов, реально она составляла 55 выстрелов боевым зарядом и всего лишь 30 выстрелов усиленно-боевым. Фактически это означало, что баллистика орудий существенно менялась даже в процессе одной стрельбы. С учётом скреплённой конструкции стволов это вынуждало проводить регулярную, технически сложную и дорогостоящую замену стволов.
Серьёзную критику вызывали и башенные установки МК-1-180. Несмотря на размещение в них лишь одного орудия, они оказались не только слабозащищенными, но и тесными. При этом в них не имелось никаких приборов управления огнём и вести огонь на самоуправлении они могли лишь прямой наводкой. Ненадёжными оказались и механизмы подачи и заряжания. При этом сохранялась значительная доля ручных операций, в результате чего, проектная скорострельность 6 выстрелов в минуту была достигнута только на учениях, практическая скорострельность составляла 4 выстрела в минуту, а реальная продолжительная скорострельность не превышала двух выстрелов в минуту. Кроме того, само применение одноорудийных башен в 1930-х годах было явным анахронизмом и негативно сказывалось на боевом потенциале крейсера. В предвоенный период командование ВМФ рассматривало «Красный Кавказ» как небоеспособный корабль по причине износа стволов.
Спроектирована на заводе «Большевик», основными отличиями её от Б-1-К были поршневой затвор и картузное заряжание. Производство начато на «Большевике» в 1932 г., но к 1 января 1933 г. была принята лишь одна пушка. В 1930—1931 гг. для первых Б-1-П внутренние трубы, скрепляющие слои, кожухи и казенник делались из легированной стали (с примесями никеля и молибдена). Однако первоначально заданное проектом давление в 4000 кГ/см было к началу испытаний снижено до 3200 кГ/см . Для такого давления оказалось достаточным делать из легированной стали только внутреннюю трубу, что завод «Большевик» и реализовал.
Первоначально все стволы Б-1 изготовлялись скреплёнными, но в июне 1932 г., для получения техпомощи в производстве лейнеров, был заключён договор с итальянской фирмой «Ансальдо». Согласно договору «Ансальдо» изготовила и смонтировала на «Большевике» автофретажную установку для изготовления лейнеров калибра 76—203 мм. В 1933 г. там было начато изготовление первого лейнера. В июне 1934 г. оно закончилось и лейнер отправился на НИАП. После его испытаний было принято решение об изготовлении всех 180-мм пушек Б-1-П с лейнерами. Но большинство изготовленных к 1935 г. установок было уже со скреплёнными стволами, а из лейнированных орудий ни одно так и не было сдано (лишь одно отстреляно).
Постановлением СТО от 13.03.1936 г. заводу «Большевик» было дано задание изготовить четыре 180-мм лейнера с различной крутизной нарезки и различными каморами(их сдали в июле 1936 г.). По результатам их испытаний был принят лейнер НИИ-13 с глубиной нарезки 3,6 мм. Дальность стрельбы у него уменьшилась всего на 4 % по сравнению с лейнером с мелкой нарезкой. Снаряды для лейнеров с мелкой и глубокой нарезкой не были взаимозаменяемыми. Изготовление орудий с лейнером с глубиной нарезки 3,6 мм началось не ранее 1938 г.

## Установка МБ-2-180
Предварительно задание на проектирование 180-мм двухорудийной башенной установки было получено ЛМЗ от ТУ УВМС за № 24/2418 от 16.05.1931 г. Установка должна была проектироваться под 180-мм пушку с клиновым затвором.
В КБ ЛМЗ был разработан проект установки и отправлен 24.11.1931 г. в ТУ УВМС (1-й вариант проекта). Первый вариант проекта был рассмотрен в НТК УВМС 8-9 декабря 1931 года и был принят за основу для дальнейших разработок, с учётом внесённых НТК изменений.
2.11.1932 г. ЛМЗ направил в АНИ- МИ третий вариант проекта, который и был принят за основу для составления рабочих чертежей.
Окончательный вариант предусматривал установку 180/57-мм орудий Б1-П с затвором типа Виккерс. Затвор двухтактный поршневой с открыванием рамки затвора вверх.
Первые экземпляры стволов Б-1-П для МБ-2-180 были изготовлены скреплёнными, впоследствии стали применять лейнированные стволы с мелкой, а затем с глубокой нарезкой.
Проектированием башенных установок руководили А. А. Флоренский и Н. В. Богданов.
Заводские испытания первой башенной установки были закончены 31.12.1935 г. (дата подписания протокола) .
Первые МБ-2-180 были установлены на батарее № 11 на о. Кильдин. С 17.11. по 27.11.1936 г. комиссия приняла обе башни, несмотря на трудности с досылающими устройствами. Впоследствии досылатель был заменён цепным прибойником.
К началу Великой Отечественной войны на батареях было установлено 16 башенных установок МБ-2-180. Из них на БФ — 6, на ТОФ — 2, на СФ — 8, на ЧФ их не было совсем. Кроме того, к 22.06.1941 г. шесть башен МБ2-180 находились на хранении, так как строительство батарей отставало от производства установок.
Сразу с началом войны две установки МБ-2-180 были введены в строй в Прибалтике. Кроме того, 4 установки МБ-2-180 в ходе войны были введены в строй на Тихом океане.
Кроме того, 25.09.1946 г. на м. Фиолент (вблизи Севастополя) приступили к строительству двухбашенной батареи МБ-2-180, так называемый объект "Буря". 17.11.1951 г. эта батарея была реорганизована в 330-й отдельный артиллерийский башенный дивизион. В 1996 году этот дивизион был передан Украине.
На 1.01.1984 г. на батареях оставалось 12 башен МБ-2-180. Из них 4 на СФ, 2 на ЧФ и 6 на ТОФ.